# Guarea
Guarea é um género de árvores de grande porte (20 a 45 m de altura e tronco de 1 m de diâmetro) de folha persistente da família Meliaceae, nativo da África tropical,  da América Central e da América do Sul. São árvores hermafroditas ou dióicas. Folhas pinadas, com gema terminal geralmente de crescimento intermitente, com folíolos opostos, subopostos ou alternos;. O fruto é uma cápsula loculicida, com 2 a 10 valvas, lisa, rugosa, costada ou tuberculada, de acordo com a espécie. A generalidade das suas espécies é conhecida pelos nomes vulgares de ataúba, gito, gitó ou jitó, pau-marinheiro e marinheiro. 
No Estado de São Paulo são frequentes as espécies Guarea guidonia, Guarea macrophylla e Guarea kunthiana.

## Algumas espécies
| - Guarea blanchetti - Guarea cartaguenya - Guarea cedrata - Guarea chichon - Guarea costata - Guarea davisii - Guarea excelsa - Guarea gardneri | - Guarea glabra - Guarea grandifolia - Guarea guedesii - Guarea guidonia - Guarea kunthiana - Guarea laurentii - Guarea leonensis | - Guarea macrophylla - Guarea pohlii - Guarea pubescens - Guarea purusana - Guarea silvatica - Guarea thompsonii - Guarea trichilioides |

Esta arvore também pode ser encontrada na Floresta Tropical Seca também conhecida como Mata Seca.